# Садовый (Ейский район)
Садовый — посёлок в Ейском районе Краснодарского края, входит в состав Александровского сельского поселения.

## География

### Улицы
| - ул. Восточная, - ул. Железнодорожная, - ул. Крайняя, - ул. Ленина, - ул. Мира, - ул. Мичурина, - ул. Молодёжная, - ул. Набережная, | - ул. Новокузнецкая, - ул. Овражная, - ул. Октябрьская, - ул. Победы, - ул. Садовая, - ул. Советов, - ул. Советская. |

## Население
| 2002 | 2010 |
| ---- | ---- |
| 760  | ↘755 |